# Gonomyia (Gonomyia) hirsutistyla
Gonomyia (Gonomyia) hirsutistyla is een tweevleugelige uit de familie steltmuggen (Limoniidae). De soort komt voor in het Oriëntaals gebied.